# 셀레브레이션 (영화)
《셀레브레이션》(Festen, The Celebration)은 덴마크에서 제작된 토마스 빈터베르그 감독의 1998년 드라마 영화이다. 율리히 톰센 등이 주연으로 출연하였고 빌기테 헬 등이 제작에 참여하였다.

## 출연

### 주연
- 율리히 톰센
- 헤닝 모리츤
- 토머스 보 라센
- 파프리카 스틴
- 버스 뉴먼
- 트린 디어홈
- 헬레 돌레리스
- 테레사 글란
- 비아르네 헨릭센